# 34188 Clarawagner
34188 Clarawagner este o planetă minoră (asteroid) din centura de asteroizi. A fost descoperită pe 24 august 2000 la Experimental Test Site⁠(d) de Lincoln Near-Earth Asteroid Research. 
Obiectul prezintă o orbită caracterizată de o semiaxă mare de 2,7235105 UAi, o excentricitate de 0,12, o înclinație de 0,98865 ° în raport cu ecliptica.